# Шум (Струга)
Шум (мкд. Шум) је насеље у Северној Македонији, у крајње западном делу државе. Шум припада општини Струга.

## Географија
Насеље Шум је смештено у крајње западном делу Северне Македоније, близу државне границе са Албанијом (6 km западно од насеља)]. Од најближег града, Струге, насеље је удаљено 5 km западно.
Шум се налази у историјској области Дримкол, која обухвата приобаље Охридског језера, око места истока реке Црни Дрим из језера. Насеље је смештено на северозападној страни језера. Западно од насеља издиже се планина Јабланица, док се источно пружа Струшко поље. Надморска висина насеља је приближно 710 метара.
Клима у насељу, и поред знатне надморске висине, има жупне одлике, па је пре умерено континентална него планинска.

## Становништво
Шум је према последњем попису из 2002. године имао 837 становника. 
Већину становништва насеља чине Албанци (98%).
Претежна вероисповест је ислам.